# Henri Devroye
Henri Devroye (Hollognes-aux-Pierres, 21 de outubro de 1884 - Bruxelas, 4 de abril de 1955) foi um ciclista profissional da Bélgica.

## Participações no Tour de France
- Tour de France 1911 : 10º colocado na classificação geral e vencedor de uma etapa